# الكسندر هوب
الكسندر هوب (بالإنجليزية: Alexander Hope)‏ هو عسكري وسياسي بريطاني، ولد في 2 ديسمبر 1769، وتوفي في 19 مايو 1837. في الانتخابات العامة في المملكة المتحدة 1832 ‏، انتخب عضو برلمان المملكة المتحدة الـ11 عن دائرة Linlithgowshire (UK Parliament constituency) ‏ (10 ديسمبر 1832 – 29 ديسمبر 1834) وانتخب عضو مجلس الشعب في برلمان بريطانيا العظمى.